# Casale di Scodosia
Casale di Scodosia (velenceiül Caxałe de Scodòxia) település Olaszországban, Veneto régióban, Padova megyében. Lakosainak száma 4647 fő (2023. január 1.). Casale di Scodosia Borgo Veneto, Megliadino San Vitale, Merlara, Montagnana, Piacenza d’Adige és Urbana községekkel határos.

## Népesség
A település népességének változása:
| Lakosok száma | 4847 | 4847 | 4647 |
|               | 2017 | 2018 | 2023 |